# 开罗伊斯兰老城
开罗伊斯兰老城建于10世纪的开罗，是世界上最古老的伊斯兰城市之一，它有许多古老著名的清真寺、伊斯兰学校、市场和喷泉，是伊斯兰世界的一个重要的中心城市。开罗在14世纪达到鼎盛。开罗伊斯兰老城位于现代开罗的东部，以卡利利市场为中心，向南北两方扩展，包括艾資哈爾大學、萨拉丁城堡等著名伊斯兰古蹟。1979年列入联合国教科文组织世界遗产，登录名称为开罗古城。

## 卡利利市场周围

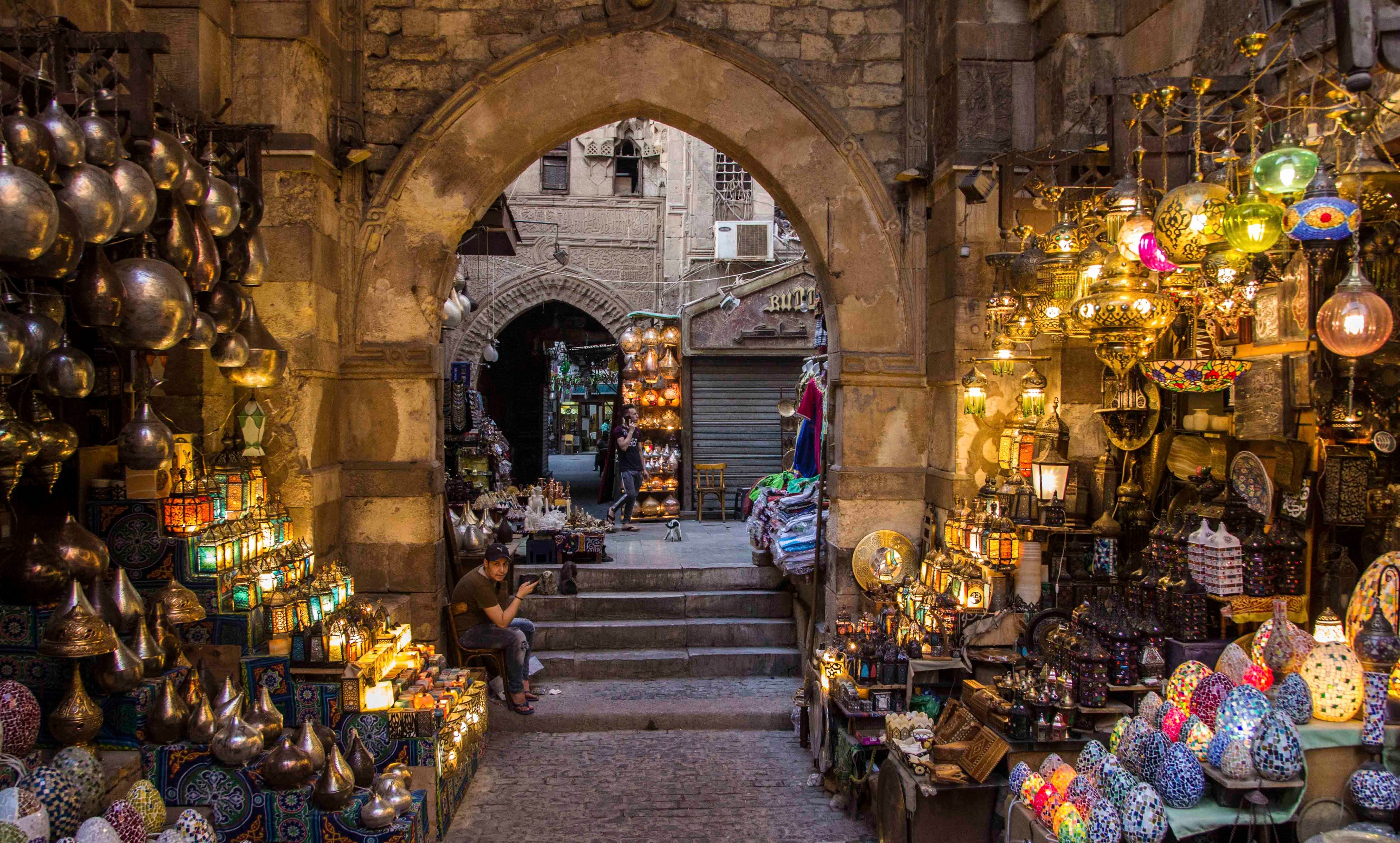
卡利利市场

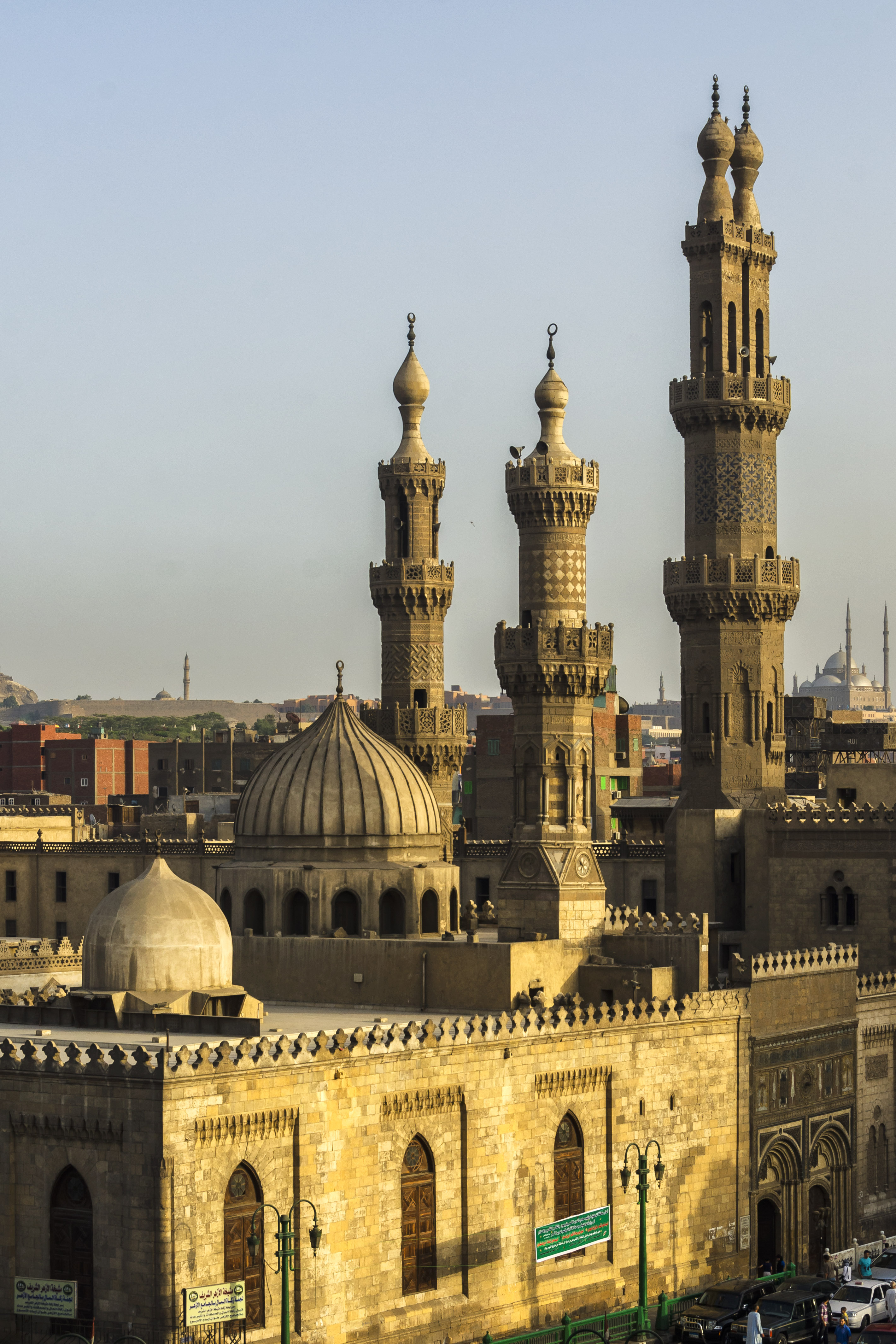
艾資哈爾大學

卡利利市场是个古老的伊斯兰集市，14世纪就开始营业。现在的集市贩卖包括铜器、纸草艺术、雕刻等各色物品，有大概数百家甚至上千家店铺在此营业。绝大多数旅游者都来此购买旅游纪念品，也有开罗市民来此购买日常用品。
在卡利利市场西南侧有高里清真寺以及伊斯兰学校（Mosque-Madrassa of al-Ghouri），和他的陵墓。这是一幢黑白相间的建筑，大约建于1505年，马木路克（Mamluk）王朝时期。在陵墓会举行苏菲派（Sufi）的表演，那的旋转舞很有特色。在高里清真寺及伊斯兰学校的东边，有高里商栈（Wikala of al-Ghouri）。这是开罗保存最好的商栈，现被用作剧场和画廊。绕过汗·卡利利市场到爱兹哈尔街，走过建于1774年左右的阿布·达哈布清真寺（Mosque of Abu Dahab），到达著名的爱兹哈尔清真寺。这座宏伟的建筑建于970年，是开罗最古老清真寺。更为重要的是，它包括了世界最古老的大学——艾資哈爾大學。
在爱兹哈尔清真寺的北面是胡赛因广场（Midan Hussein），这是中世纪开罗的中心，现在也是许多伊斯兰节日活动的重要地点，比如说斋月。广场的北部是萨希德纳·胡赛因清真寺（Mosque of Sayyidna al-Hussein）。尽管建于1870年，并不算古老，但这是一个对穆斯林来说非常神圣的地方，异教徒不被允许进入。
在穆兹齐街（Muski street）与穆诶兹·里-丁·阿拉街（al-Muizz li-Din Allah street）交界的地方，有两座清真寺。南边的那座是阿什拉夫·巴斯贝清真寺（Mosque of al-Ashraf Barsbey），建于1425年，包含清真寺、伊斯兰学校、陵墓、喷泉和为男孩开设的古拉经学校。北面的那座是穆塔哈清真寺（Mosque of al-Mutahhar），由阿布德·拉曼·卡特库达（Abd el-Rahman Katkhuda）建于1744年，有着极好的大理石地板。穆诶兹·里-丁·阿拉街是中世纪开罗的中心街道。

## 卡利利市场北部

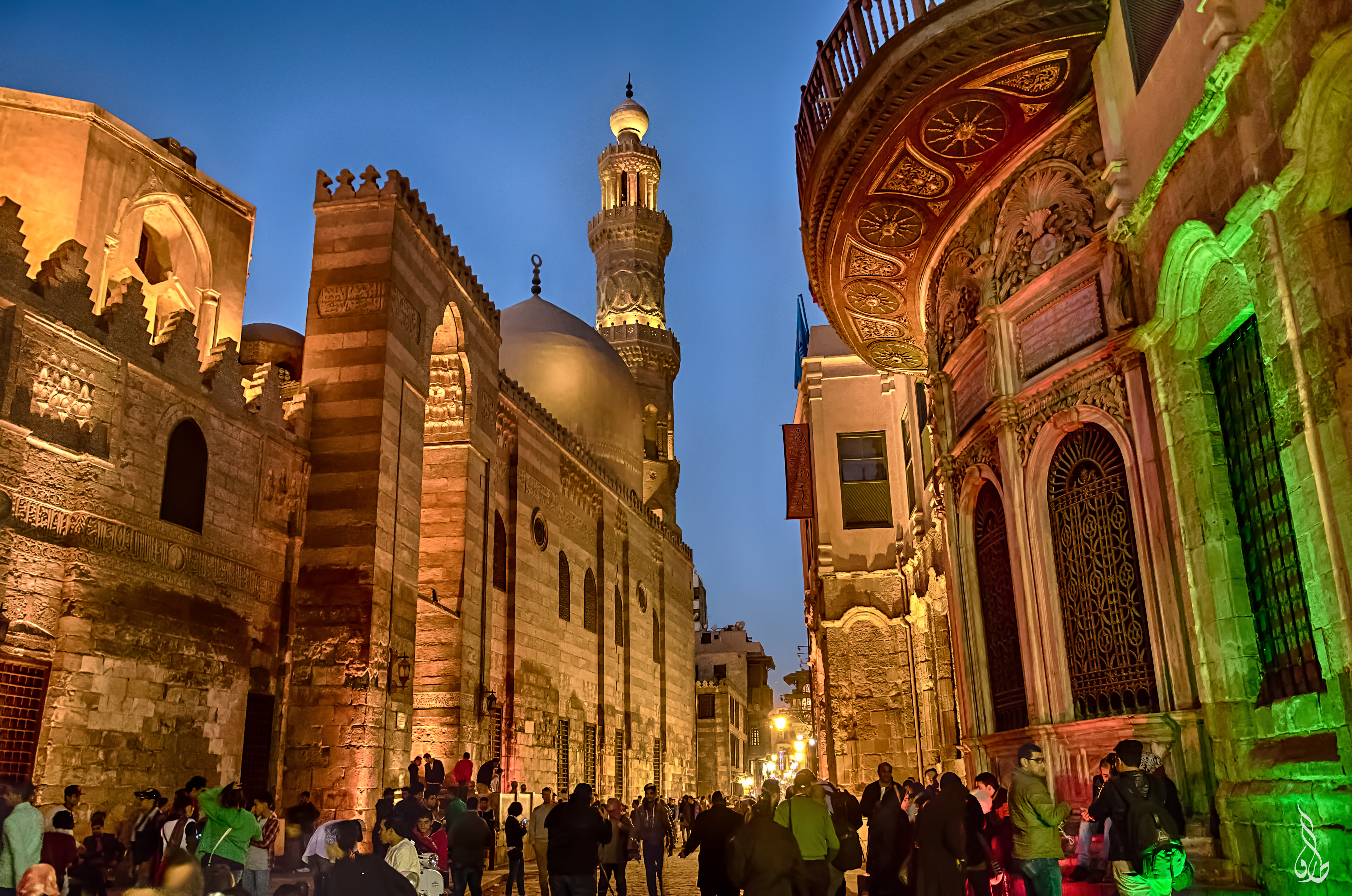
贝因·夸斯林地區

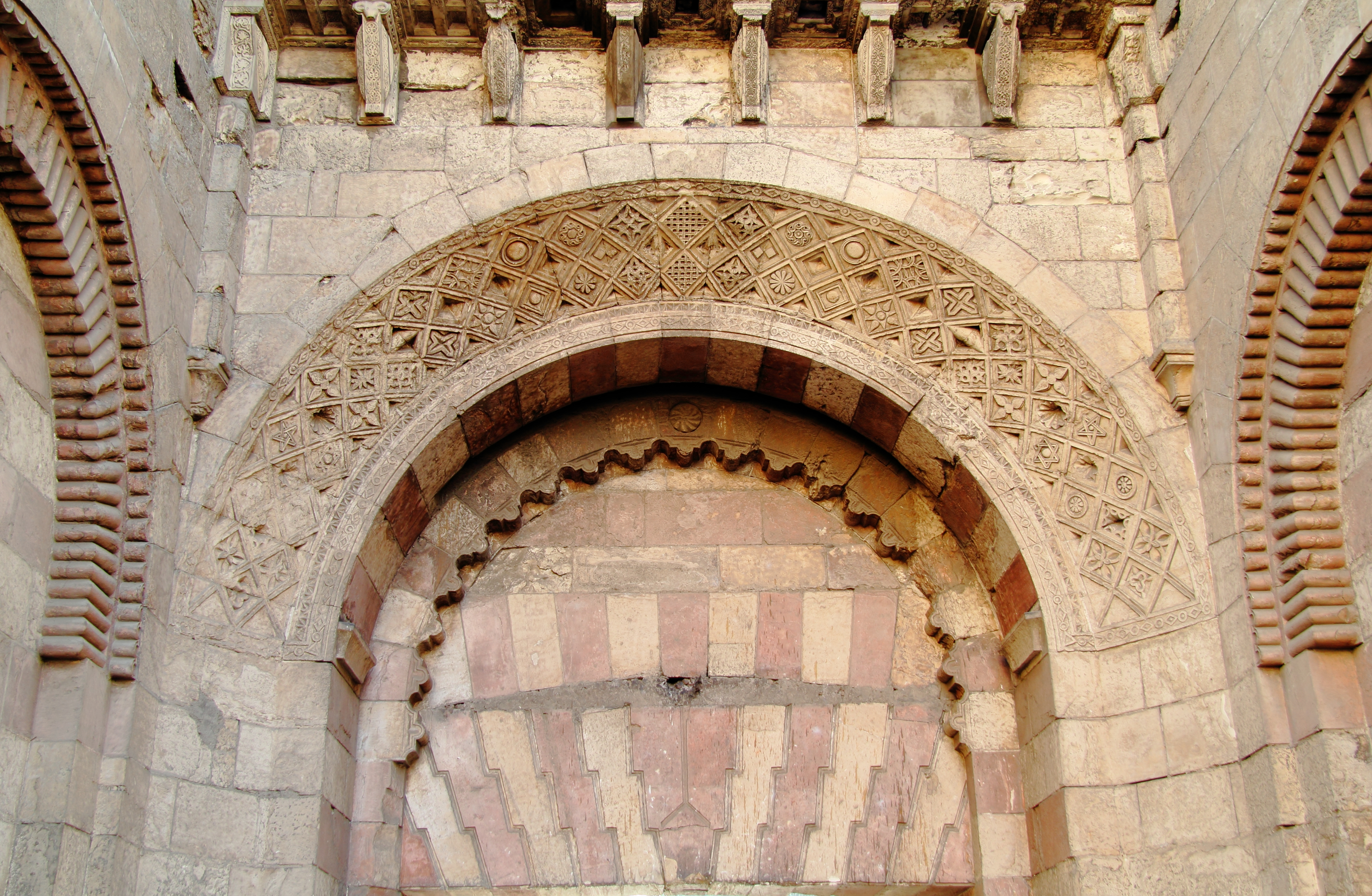
征服门（Bab al-Futuh）細節

沿穆诶兹·里-丁·阿拉街走过卡利利市场的北边就是被称作为贝因·夸斯林（Bein al-Qasreen）的地区，那里曾经一度有着两座雄伟的宫殿。现在，它的尖塔、穹顶和高耸的建筑仍留给有人极深的印象。在街的东面有昆拉恩伊斯兰学校及陵墓（Madrassa and Mosoleum of Qala'un），这座建筑该区域最古老的建筑，建于1279年。这座清真寺曾经是一座医院，现在还有个诊所，这座伊斯兰学校已经提供了700多年的医疗服务。在昆拉恩伊斯兰学校及陵墓后面有塔利·巴迪清真寺（Taghri Bardi Mosque），北面依次有纳西尔·穆罕穆德清真寺及伊斯兰学校（Madrassa and Mausoleum of an-Nasir Mohammed）和巴库克伊斯兰学校及陵墓（Madrassa and Mausoleum of Barquq）。在这些建筑的北面有由苏尔坦·卡米尔（Sultan el-Kamil）建于1180年到1238年间的卡米利亚伊斯兰学校（Kamiliya Madrassa）的遗址。
在昆拉恩伊斯兰学校及陵墓的对面是萨利赫·阿尤布伊斯兰学校及陵墓（Madrassa and Mausoleum of as-Salih Ayyub），这是现存下来最早的阿尤布王朝的伊斯兰学校之一。萨利赫·阿尤布伊斯兰学校及陵墓旁边有贝巴伊斯兰学校（Baybar's Madrassa），帕夏伊兹梅尔喷泉和古兰经学校（Ismail Pasha Sabil-Kuttab），曾经是马木路克王居住的乌斯曼·卡特胡达宫（Uthman Katkhuda Palace）。北边还有贝什塔克宫（Beshtak Palace），由埃米尔贝什塔克建于1334年。
沿穆诶兹·里-丁·阿拉街往北走又有阿布德尔·卡特胡达喷泉及古兰经学校（Sabil-Kuttab of Abdel Katkhuda），阿克马尔清真寺（Mosque of al-Aqmar）。在和达布·阿斯法街（Darb al-Asfar street）相交处不远有苏海米住宅（Beit as-Suhaymi）。在这些建筑的东边是一些错综复杂小道。其中有欧达·巴什喷泉及古兰经学校（Oda Bashi Sabil-Kuttab）、乌斯塔达清真寺（El-Ustadar Mosque）等建筑。
在穆诶兹·里-丁·阿拉街的北端有苏莱曼·阿加·希拉达清真寺（Mosque of Suleyman Aga el-Silahdar）和哈吉姆清真寺（Mosque of al-Hakim）。在向北就是伊斯兰老城的北界——北墙，和征服门（Bab al-Futuh）。这些建于1087年的建筑用来防守法蒂玛时期的开罗。沿墙走不远还可以看到胜利门（Bab an-Nasr）。

## 卡利利市场以南到開羅大城堡區

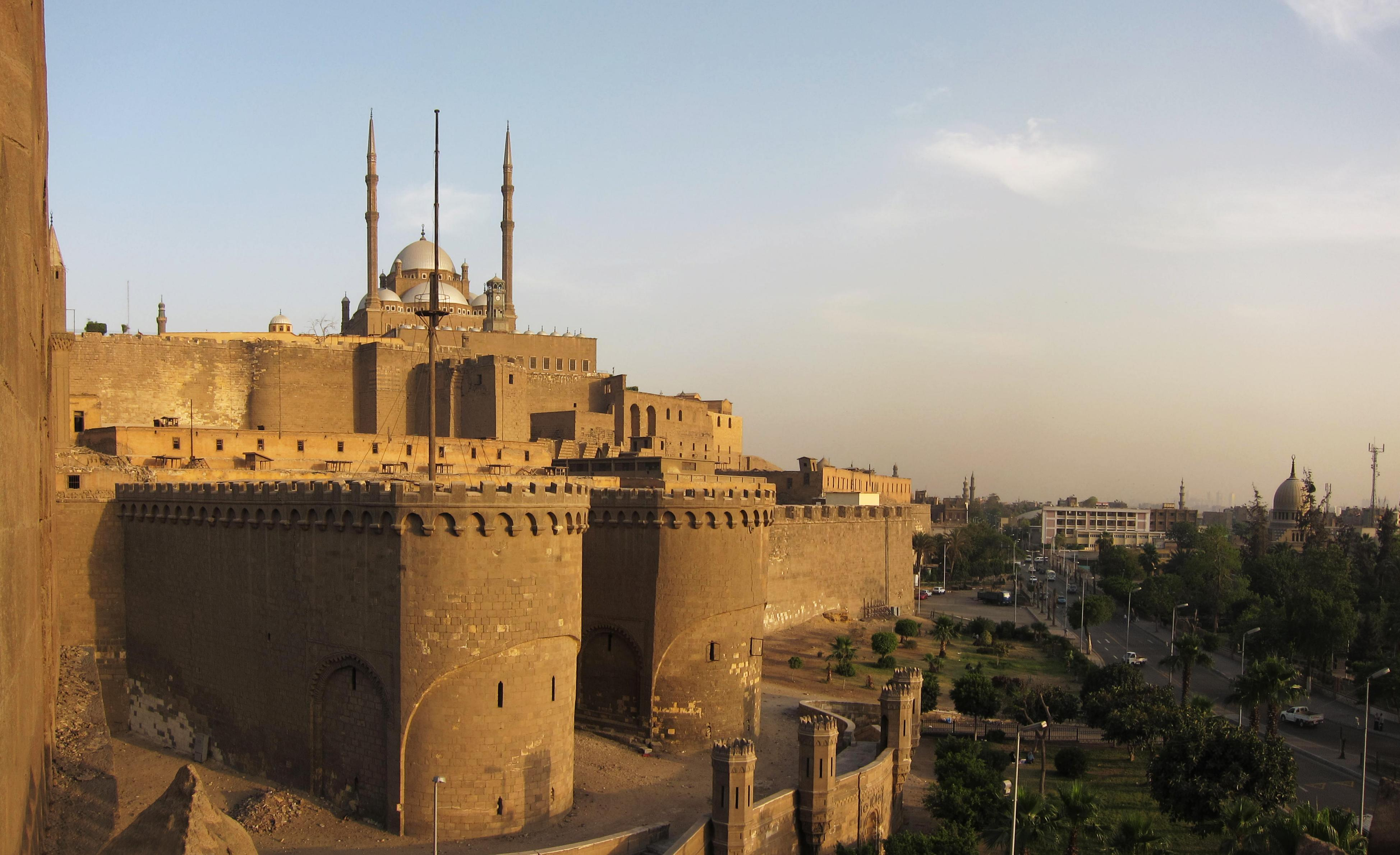
開羅大城堡

沿穆诶兹·里-丁·阿拉街向南，有建于1145年重建于17世纪法卡哈尼清真寺（Mosque of al-Fakahani）。在附近的小巷中有贾马尔·阿丁住宅（Beit Gamal ad-Din）。这是开罗17世纪上层社会的典型住宅。在穆诶兹·里-丁·阿拉街的东边有一个埃及基督徒区。继续向南，有帕夏图桑喷泉（Tussan Pasha Sabil），是穆罕穆德·阿里为纪念一个死于20岁的儿子所建。在阿特法·塔特里巷（Atfa el-Tateri）的尽头有沙布什里住宅（Beit Shabshiri），建于17世纪，有个不错的庭院。
沿穆诶兹·里-丁·阿拉街向南继续向南，可以看到祖韦拉门（Bab Zuweila），大约和北方的门建于同一时期。东边有穆尤德清真寺（Mosque of al-Mu'ayyad），建于阿尤布王朝时期的1422年，也被称作红色清真寺，在它的尖塔上可以鸟瞰开罗。祖韦拉门的东边有拿费萨·贝达商栈喷泉及古兰经学校（Wakala and Sabil-Kuttab of Nafisa al-Beida），是开罗伊斯兰老城区的消息中心。继续向南，有穆罕穆德·库迪清真寺（Mahmud el-Kurdi Mosque），它南边不远有易那·尤素费清真寺（Inal el-Yusufi Mosque）。这两座清真寺几乎一样，只有尖塔的形状和装饰不同。在它们后面有奎拜宫（Qaytbay Palace）。
在达布·阿玛街（Darb al-Ahmar street）和穆诶兹·里-丁·阿拉街路口南面有萨利赫·塔莱清真寺（Mosque of as-Salih Tala'i）。那东边有个伊斯兰区域被称之为达布·阿玛，得名于同名街道。那裡有齐马斯·伊沙齐清真寺（Mosque of Qijmas al-Ishaqi），建于马木路克末期的1481年，是那个时代建筑最好的代表之一，有着极好的彩色玻璃窗、镶嵌大理石地板和涂以灰泥的墙壁。隔壁是米赫曼达清真寺（el-Mihmandar Mosque），有个中央庭院。
在达布·阿玛的南面有马利达尼清真寺（Mosque of al-Maridani），它有着混合的风格，包括罗马人、基督徒、伊斯兰教徒和奥斯曼人都装修过这座建筑。再向南有乌姆·苏尔坦·沙班伊斯兰学校（Madrassa of Umm Sultan Sha'ban）。再向南就是著名的阿克孙古清真寺（Mosque of Aqsungur），一般被称作蓝色清真寺。再向前还有凯尔巴克清真寺（Khayrbak Mosque）、阿林·阿克宫（Alin Aq Palace）、塔拉拜·沙里费清真寺（Tarabay as-Sharifi Mosque）和奥特米什清真寺（Aytmishi Mosque）等建筑。走过穆尤德伊斯兰学校（el-Mu'ayyad Madrassa）就可以看到宏伟的萨拉丁城堡，建于中世纪的坚固防御工事。

## 開羅大城堡區

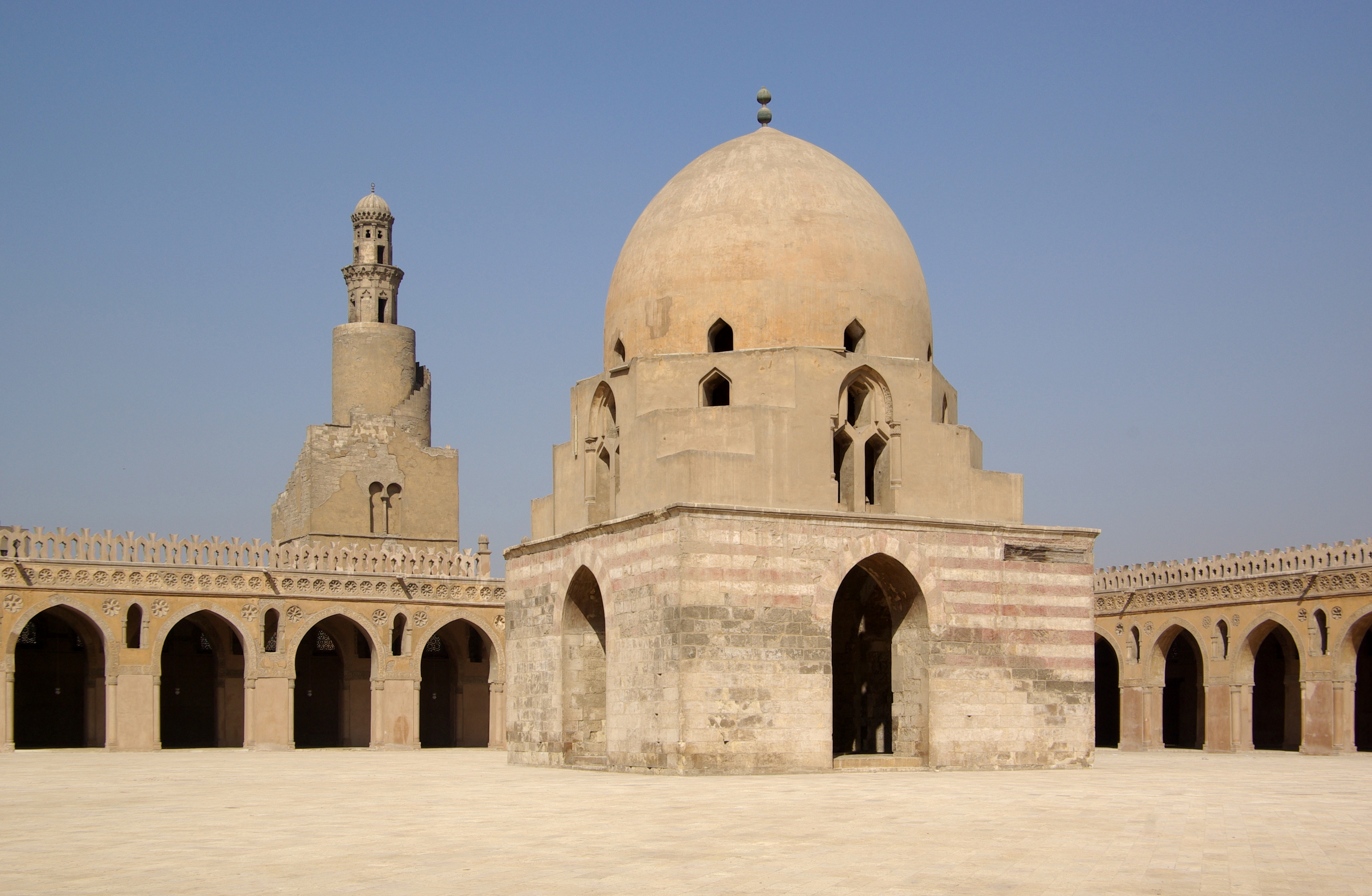
伊本·圖倫清真寺，是伊斯蘭早期建築的代表之作。

萨拉丁城堡北面是萨拉丁广场（Midan Sala ad-Din），建于12世纪。广场的北面有高哈拉·拉拉清真寺（El-Gawhara el-Lala Mosque）。它的西北面有苏尔坦·哈桑清真寺及伊斯兰学校（Mosque and Madrassa of Sultan Hassan）和利法清真寺（Mosque of ar-Rifai），苏尔坦·哈桑清真寺及伊斯兰学校被认为是马木路克时期建筑的最好典范。在他们的东边有桑格·萨蒂伊斯兰学校（Madrassa of Sungur Sa'adi）和老苦修僧人剧场（Dervish Theater），是以前苦修僧人表演他们的旋转舞的地方。在萨拉丁广场有萨利巴街（Saliba street）通向现代开罗城区，途中可以看到乌穆·阿巴斯喷泉及古兰经学校（Umm Abbas Sabil-Kuttab）、沙伊库清真寺（Mosque of Shaykhu）、尤素费清真寺（El-Yusufi Mosque）等建筑。接着就可以看到宏伟的伊本·图伦清真寺（Mosque of Ibn Tulun），建于大约879年，是阿拔斯王朝的伟大建筑。不远处就是萨伊达·宰那布广场（Midan Sayyida Zeinab），附近还有萨伊达·宰那布清真寺（Mosque of Sayyida Zeinab），再向前就是现代开罗了。

## 登录基准
该世界遗产被认为满足世界遺產登錄基準中的以下基準而予以登錄：
- （i）表现人类创造力的经典之作。
- （v）代表某一个或数个文化的人类传统聚落或土地使用，提供出色的典范－特别是因为难以抗拒的历史潮流而处于消灭危机的场合。
- （vi）具有显著普遍价值的事件、活的传统、理念、信仰、艺术及文学作品，有直接或实质的连结（世界遗产委员会认为该基准应最好与其他基准共同使用）。